# المخارم الشرقية (رخية)
'

تعديل مصدري - تعديل

المخارم الشرقية هي إحدى قرى عزلة رخية بمديرية رخية التابعة لمحافظة حضرموت، بلغ تعداد سكانها 62 نسمة حسب تعداد اليمن لعام 2004.